# Біліна (місто)
Білина (чеськ. Bílina) — місто в Чехії, в районі Теплиці Устецького краю. Знаходиться на березі однойменній річці.

## Географія
Місто розташоване в долині річки Біліна і оточене горами: з півночі — Рудними горами, зі сходу — Чеськими середньовисокими горами, з півдня — горою Боржень (539 м), із заходу — горою Канькова (436 м). Біліна знаходиться між містами Теплиці і Мост, це сприяє розвитку міста, оскільки поблизу проходить одна з найбільших магістралей, що з'єднує Теплиці і Мост.

## Історія
Вперше місто згадується в «Чеській хроніці» Козьми Празького. У X столітті представники династії Пржемисловичів побудували тут фортецю, а територію навколо фортеці назвали Білінської провінцією. У першій половині XI століття місто було спалене за наказом Бржетислава I, тому що князь був підкуплений маркграфом Еккехардом II, коли той атакував Чехію. У XII столітті місто було відновлено, але не мало колишнього значення.
У 1420 місто перейшло у володіння Альбрехта з Колдіц, який своїми антигуситськими поглядами спричинив регулярні напади гуситів на Біліну. Сімейство Колдіців змогло остаточно повернути цю територію у володіння Чехії в 1436.
На початку XVI століття місто почало активно розвиватися, тут розквітали торгівля і ремесло. Впродовж Тридцятилітньої війни Біліна сильно постраждала від постійних нападів. Під час одного з них був спалений замок і прилеглі будинки, а частина населення знищена. Після війни власник міста Фердинанд Лобковіц почав відновлювати місто, за його наказом італійські архітектори побудували замок в стилі бароко і кілька інших будівель.
На початку XVIII століття управління містом перейшло Елеонорі з Лобковіц. Вона звернула увагу на мінеральні джерела Біліни. У 1712 за її наказом джерела були прочищені і почав використовуватися. Згодом тут виник курорт Киселка, який став гордістю міста. У XIX столітті навколо курорту був побудований парк, а в 1878 — курортний будинок. В цей період також розвивається економіка Біліни. Тут були знайдені вугільні поклади, побудовані заводи, автомобільна дорога, що сполучила місто з Тепліце.
Коли в 1918 утворилася Чехословаччина, місцеві німці були незадоволені новим ладом. Вони створили власні громадські організації, а в 1930-х почали пропагувати фашизм. Після Другої світової війни всі німці Біліни були депортовані до Німеччини.
У 1992 році історичний центр міста отримав статус міської пам'яткової зони.

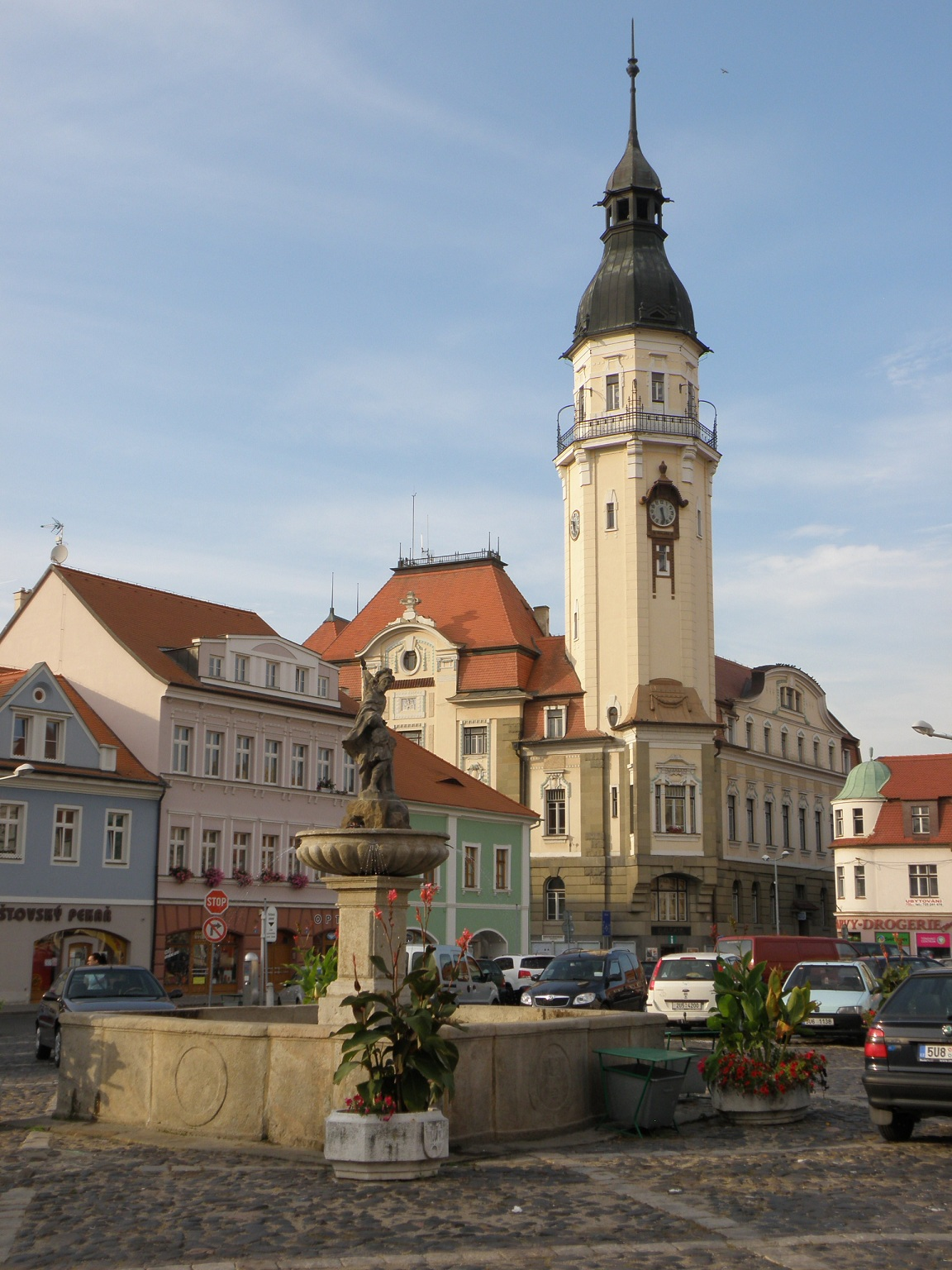
Ратуша і фонтан

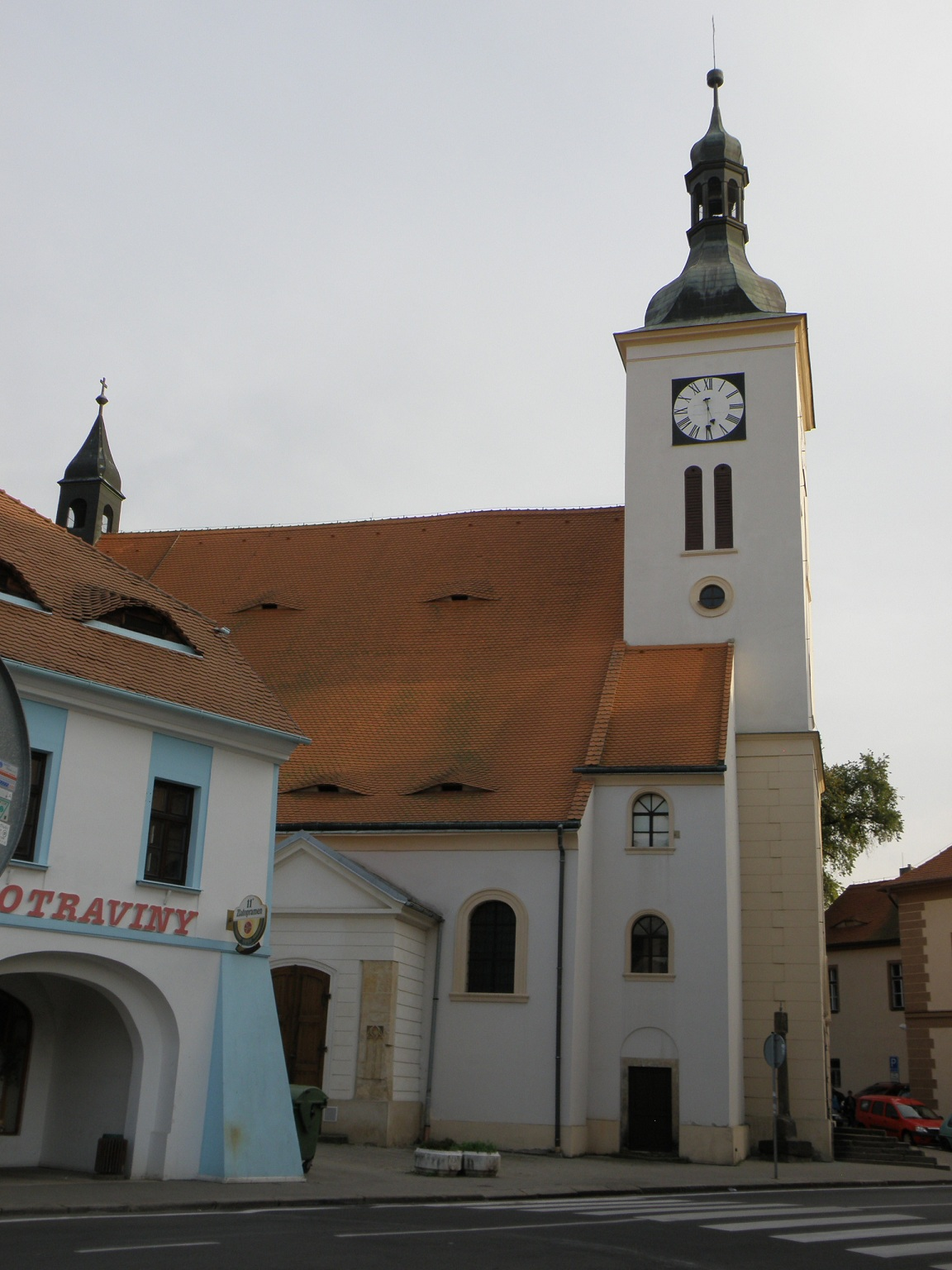
Костел Св. Петра і Павла

## Пам'ятки
- Замок Біліна — замок Фердинанда Лобковіца, побудований в 1675—1682 італійськими архітекторами на місці середньовічного замку, заснованого в X столітті.
- Міська ратуша — побудована на початку XX століття .
- Заповідник Боржень — на території заповідника знаходиться однойменна гора. У 1971 заповідник узятий під охорону держави.
- Костел Святих Петра і Павла
- Гуситський бастіон

## Населення
| Рік  | Чисельність | Чисельність |
| ---- | ----------- | ----------- |
| 1869 | 5342        | [ 12 ]      |
| 1880 | 5604        | [ 3 ]       |
| 1880 | 7310        | [ 12 ]      |
| 1890 | 8952        | [ 12 ]      |
| 1900 | 8012        | [ 3 ]       |
| 1900 | 12 257      | [ 12 ]      |
| 1910 | 14 153      | [ 12 ]      |
| 1910 | 9360        | [ 3 ]       |
| 1921 | 9669        | [ 3 ]       |
| 1921 | 14 361      | [ 12 ]      |

| Рік  | Чисельність | Чисельність |
| ---- | ----------- | ----------- |
| 1930 | 10 688      | [ 3 ]       |
| 1930 | 16 586      | [ 12 ]      |
| 1950 | 8372        | [ 3 ]       |
| 1950 | 11 862      | [ 12 ]      |
| 1961 | 13 726      | [ 12 ]      |
| 1961 | 10 403      | [ 3 ]       |
| 1970 | 15 198      | [ 3 ]       |
| 1970 | 16 196      | [ 12 ]      |
| 1980 | 18 836      | [ 3 ]       |
| 1980 | 18 836      | [ 12 ]      |

| Рік  | Чисельність | Чисельність |
| ---- | ----------- | ----------- |
| 1991 | 17 025      | [ 12 ]      |
| 1991 | 17 025      | [ 3 ]       |
| 2001 | 15 890      | [ 12 ]      |
| 2001 | 15 890      | [ 3 ]       |
| 2011 | 15 401      | [ 3 ]       |
| 2014 | 16 703      | [ 13 ]      |
| 2016 | 17 112      | [ 14 ]      |
| 2017 | 17 205      | [ 15 ]      |
| 2018 | 17 203      | [ 16 ]      |
| 2019 | 17 166      | [ 17 ]      |

| Рік  | Чисельність | Чисельність |
| ---- | ----------- | ----------- |
| 2020 | 17 200      | [ 18 ]      |
| 2021 | 17 103      | [ 19 ]      |
| 2021 | 14 104      | [ 20 ]      |
| 2022 | 14 420      | [ 21 ]      |
| 2023 | 14 633      | [ 22 ]      |
| 2024 | 14 580      | [ 23 ]      |
| 2025 | 14 497      | [ 5 ]       |

| Рік  | Чисельність | Чисельність |
| ---- | ----------- | ----------- |
| 1869 | 5342        | [ 12 ]      |
| 1880 | 5604        | [ 3 ]       |
| 1880 | 7310        | [ 12 ]      |
| 1890 | 8952        | [ 12 ]      |
| 1900 | 8012        | [ 3 ]       |
| 1900 | 12 257      | [ 12 ]      |
| 1910 | 14 153      | [ 12 ]      |
| 1910 | 9360        | [ 3 ]       |
| 1921 | 9669        | [ 3 ]       |
| 1921 | 14 361      | [ 12 ]      |

| Рік  | Чисельність | Чисельність |
| ---- | ----------- | ----------- |
| 1930 | 10 688      | [ 3 ]       |
| 1930 | 16 586      | [ 12 ]      |
| 1950 | 8372        | [ 3 ]       |
| 1950 | 11 862      | [ 12 ]      |
| 1961 | 13 726      | [ 12 ]      |
| 1961 | 10 403      | [ 3 ]       |
| 1970 | 15 198      | [ 3 ]       |
| 1970 | 16 196      | [ 12 ]      |
| 1980 | 18 836      | [ 3 ]       |
| 1980 | 18 836      | [ 12 ]      |

| Рік  | Чисельність | Чисельність |
| ---- | ----------- | ----------- |
| 1991 | 17 025      | [ 12 ]      |
| 1991 | 17 025      | [ 3 ]       |
| 2001 | 15 890      | [ 12 ]      |
| 2001 | 15 890      | [ 3 ]       |
| 2011 | 15 401      | [ 3 ]       |
| 2014 | 16 703      | [ 13 ]      |
| 2016 | 17 112      | [ 14 ]      |
| 2017 | 17 205      | [ 15 ]      |
| 2018 | 17 203      | [ 16 ]      |
| 2019 | 17 166      | [ 17 ]      |

| Рік  | Чисельність | Чисельність |
| ---- | ----------- | ----------- |
| 2020 | 17 200      | [ 18 ]      |
| 2021 | 17 103      | [ 19 ]      |
| 2021 | 14 104      | [ 20 ]      |
| 2022 | 14 420      | [ 21 ]      |
| 2023 | 14 633      | [ 22 ]      |
| 2024 | 14 580      | [ 23 ]      |
| 2025 | 14 497      | [ 5 ]       |

|  |

## Міста-побратими
- Алес, Франція
- Білгорай, Польща